# Zofia Wirtemberska (1818–1877)
Zofia Fryderyka Matylda von Württemberg (ur. 17 czerwca 1818 w Stuttgarcie, zm. 3 czerwca 1877 w pałacu Huis ten Bosch w Hadze) – pierwsza żona króla Holandii Wilhelma III.

## Życiorys
Zofia urodziła się jako córka króla Wirtembergii Wilhelma I oraz rosyjskiej wielkiej księżnej Katarzyny Pawłowny Romanowej. Gdy zmarła matka Zofii, ta trafiła pod opiekę swojej ciotki Katarzyny Bonaparte. Kandydatami do ręki księżniczki byli m.in. Otton I grecki i Wilhelm książę Brunszwiku.

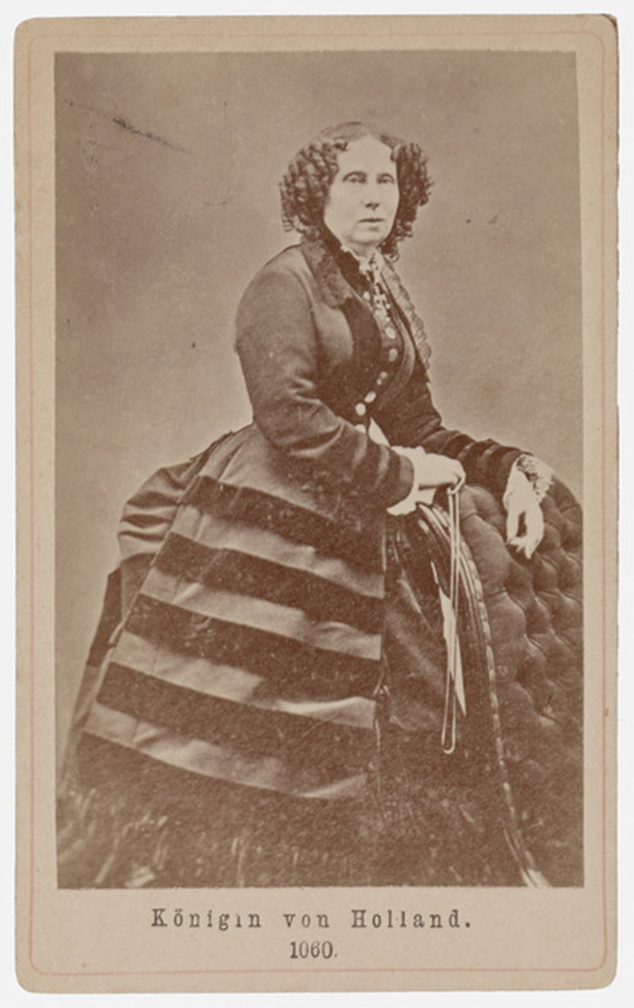
Królowa Zofia

18 czerwca 1839 roku w Stuttgarcie, w dniu 21 urodzin, wyszła za mąż za swojego kuzyna Wilhelma. Małżeństwo Zofii i Wilhelma nie było zbyt udane. Z tego związku urodziło się troje dzieci:
- Wilhelm Mikołaj Aleksander Fryderyk Karol Henryk (1840–1879)
- Wilhelm Fryderyk Maurycy Aleksander Henryk Karol (1843–1850)
- Wilhelm Aleksander Karol Henryk Fryderyk (1851–1884).

Ciotka Zofii, a matka jej męża, ignorowała swoją synową. Intelektualnie królowa Zofia znacznie przewyższała męża. Wilhelm III zdradzał żonę. Od roku 1855 para mieszkała osobno. Zofia spędzała większość czasu w Stuttgarcie z rodziną.
Zofia utrzymywała kontakty z wieloma europejskimi naukowcami. Utrzymywała także ciepłe stosunki z Napoleonem III i królową Wiktorią. Wspierała sztukę i wiele organizacji charytatywnych, w tym ochronę zwierząt i budowę parków publicznych.
Królowa została pochowana w sukni ślubnej, ponieważ twierdziła, że jej życie skończyło się w dniu jej ślubu. Po śmierci Zofii Wilhelm III ożenił się z młodszą o 41 lat księżniczką Emmą Waldeck-Pyrmont (co okazało się szczęśliwym posunięciem, gdyż synowie Zofii zmarli przed ojcem i królową została córka z drugiego małżeństwa Wilhelmina).